# Брідж Бойз
«Брідж Бойз» (англ. Bridge Boys FC) — нігерійський футбольний клуб з Лагоса. Домашні матчі проводить на стадіоні «Онікан Стедіум», що вміщає 5000 глядачів.

## Історія
«Брідж Бойз» є одним з найвідоміших та найтитулованіших клубів найбільшого міста та колишньої столиці країни — Лагоса. Команда була утворена в 1975 за участю найбільшої в Нігерії компанії Julius Berger Nigeria plc та отримала назву «Джуліус Бергер». За свою історію клуб двічі ставав чемпіоном країни, один раз вигравав «срібло» та по два рази перемагав у національному Кубку та Суперкубку. Крім локальних успіхів, клуб також «засвітився» і на міжнародній арені, двічі доходячи до фіналу Кубка володарів Кубків КАФ в 1995 і 2003 роках.
2006 року власники оголосили про плани закриття клубу 2008 році. Тим не менш, голова ради директорів Моболоджі Джонсон (колишній губернатор штату Лагос) сказав, що в серпні 2008 року компанія зміцнила свої фінансові позиції і готова повністю фінансувати команду в сезоні 2008/09. Вони провели заключні домашні ігри 2008 року на стадіоні університету Лагоса, а також певний час виступав у місті Абеокута.
У жовтні 2010 року команда була куплена урядом штату Лагос за приблизно 500 мільйонів найра і перейменована на «Брідж Бойз»
2012 року команда вилетіла з Національної ліги Нігерії, другого за старшинством дивізіону, і з того часу виступає в нижчих нігерійських лігах.

## Досягнення

### Місцеві
- Чемпіон Нігерії (2): 1991, 2000
- Володар Кубка Нігерії (2): 1996, 2002
- Володар Суперкубка Нігерії (2): 2000, 2002

### Міжнародні
- Фіналіст Кубка володарів Кубків КАФ (2): 1995, 2003

## Відомі гравці
- Аканде Аджіде
- Сандей Олісе
- Якубу Аєгбені
- Тарібо Вест
- Гарба Лаваль
- Айзек Окоронкво
- Чак Нвоко
- Самсон Сіасіа
- Еммануель Амуніке
- Мутіу Адепожу
- Джонатан Акпоборі
- Ендьюренс Ідахор
- Рашиді Єкіні
- Мусса Латунджі
- Олівер Макор